# Blase Joseph Cupich
Blase Joseph Cupich (Sinh 1949) là một người Hoa Kỳ của Giáo hội Công giáo Rôma. Ông hiện đảm nhận vị trí Tổng giám mục Tổng giáo phận Chicago.

## Tiểu sử
Hồng y Cupich sinh ngày 19 tháng 3 năm 1949 tại Omaha, NE, Hoa Kỳ. Sau khi theo học tại các trường tiểu học và trung học cơ sở, cậu bé Cupich theo học tại "Trường Cao đẳng St. Thomas" tại St. Paul, bang Minnesota. Ông tốt nghiệp tại đây với bằng cử nhân về triết học năm 1971. Từ năm 1971 đến năm 1975, ông là sinh viên của Giáo hoàng Học viện Bắc Mỹ ở Rôma, và học thần học tại Đại học Giáo hoàng Gregorian. Năm 1979, ông nhận bằng cử nhân và năm 1987 nhận bằng tiến sĩ về thần học bí tích tại Đại học Công giáo Hoa Kỳ tọa lạc tại Washington, D.C.
Sau quá trình tu học, ngày 16 tháng 8 năm 1975, ông được thụ phong chức vị linh mục, bởi Giám mục Daniel Eugene Sheehan, Tổng giám mục Tổng giáo phận Omaha, Nebraska. Ông cũng là thành viên của linh mục đoàn Tổng giáo phận Omaha.  Sau khi thụ phong linh mục, ông giữ các chức vụ sau: linh mục Phó giáo xứ "Giáo xứ Thánh Margaret Mary" và giáo viên tại "Trường Trung học Phaolô VI" ở Omaha (1975-1978); giám đốc văn phòng Phụng vụ Tổng giáo phận (1978-1981); linh mục cộng tác địa phương tại Tòa Khâm sứ tông đồ ở Washington, D.C. (1981-1987); chính xứ giáo xứ "Giáo xứ Thánh Mary" ở Bellevue (1987-1989); Chủ tịch và Hiệu trưởng của "Trường Cao đẳng Giáo hoàng Josephinum" ở Columbus, Ohio (1989-1997); chính xứ giáo xứ "Giáo xứ Robert Roberto" ở Omaha (1997-1998).
Ngày 7 tháng 7 năm 1998, Tòa Thánh loan báo việc chọn linh mục Blase Cupich làm Giám mục chính tòa Giáo phận Rapid City,  bang South Dakota. Lễ tấn phong cho Tân giám mục được cử hành ngày 21 tháng 9 cùng năm, bởi các vị chủ sự gồm: Harry Joseph Flynn, Tổng giám mục Tổng giáo phận Saint Paul and Minneapolis, bang Minnesota. Hai vị phụ phong gồm: Elden Francis Curtiss, Tổng giám mục Omaha và Charles Joseph Chaput, O.F.M. Cap., Tổng giám mục Tổng giáo phận Denver, thuộc bang Colorado. Tân giám mục chọn khẩu hiệu:Peace be with you.
Ngày 30 tháng 6 năm 2010, Tòa Thánh thuyên chuyển Giám mục Cupich, bổ nhiệm ông làm Giám mục chính tòa Giáo phận Spokane, bang Washington. Ông đã đến nhận giáo phận này ngày 3 tháng 9 cùng năm.
Ngày 20 tháng 9 năm 2014, Tòa Thánh loan tin việc tuyển chọn Giám mục Cupich làm Tổng giám mục chính tòa Tổng giáo phận Chicago, bang Illinois. Ông nhậm chức vị này ngày 18 tháng 11 cùng năm. Hai năm sau, trong Công nghị Hồng y 2016 tổ chức ngày 19 tháng 11, Giáo hoàng Phanxicô vinh thăng Tổng giám mục Cupich tước vị Hồng y Nhà thờ San Bartolomeo all’Isola. Ngay ngày hôm sau, ông đã đến nhận nhà thờ hiệu tòa của mình.